# ふじきみつ彦
ふじきみつ彦（ふじき みつひこ、1974年12月19日 - ）は日本の劇作家、脚本家、作詞家、俳優。横浜市保土ケ谷区出身。
コント、演劇、ドラマ、映画などの脚本のほか、Eテレ「みいつけた!」ではキャラクター作りから携わり、作詞も手がけている。

## 経歴
大学在学中にNSCに入学。その後、広告代理店にCMプランナーとして5年間勤務したのち、劇団「五反田団」のワークショップに参加する。
2005年、30歳で作家活動を開始。また、別役実に師事し、6年間コントの指南を受ける。

## 主な作品

### ドラマ
- 世にも奇妙な物語（フジテレビ）

21世紀 21年目の特別編『通算』、及びストーリーテラー（2011年5月）
『JANKEN』（2011年11月）
『7歳になったら』（2012年4月）
『自分を信じた男』（2015年4月）原作:石川雅之「自分を信じた男2」
- ぐいぐいゾンビ（NHK、2013年）バラエティ番組『青山ワンセグ開発』内のショートドラマ
- あすなろ三三七拍子（フジテレビ、2014年）シーズン2第8話
- 私たちがプロポーズされないのには、101の理由があってだな（フジテレビ、2014年）第3～5、7～8話
- 77部署合体ロボダイキギョー ドラマ・伝え方が9割（2017年、Amazonプライム）
- バイプレイヤーズ（2017年 - 2021年、テレビ東京）メイン脚本
- デザイナー 渋井直人の休日（2019年、テレビ東京）
- きょうの猫村さん（2020年、テレビ東京）
- 三浦部長、本日付けで女性になります。（2020年、NHK）
- 有村架純の撮休（2020年、WOWOWプライム）第5話
- 阿佐ヶ谷姉妹の のほほんふたり暮らし（2021年、NHK）
- アノニマチュ!〜恋の指相撲対策室〜（2021年、Paravi）
- 一橋桐子の犯罪日記（2022年、NHK）
- 褒めるひと 褒められるひと（2023年、NHK）
- 闇バイト家族（2024年、テレビ東京）第1～4、7～8、11～12話

### 映画
- 偉大なる、しゅららぼん（2014年）
- 子供はわかってあげない（2021年）
- バイプレイヤーズ 〜もしも100人の名脇役が映画を作ったら〜（2021年）

### バラエティ番組
- ニャンちゅうワールド放送局（NHK Eテレ）
- みいつけた!（NHK Eテレ）

### アニメ
- オトナの一休さん（2016年 - 2017年、NHK Eテレ）
- おしえて アベマくん（2016年 - 、AbemaTV）
- わしも ～WASiMO～（2016年 - 2022年、NHK Eテレ）

### ラジオドラマ
- オトナの一休さん（2016年、NHKラジオ第2放送）
- 青春アドベンチャー『夢巻』（2016年、NHK FM）脚色、原作:田丸雅智

### 作詞
- おかあさんといっしょ（NHK Eテレ）

「じゃくじゃくあまのじゃく」（2014年4月）
「かぞえてんぐがやってきた」（2015年）
「かげはともだち ～シルエットはかせのうた～」（2018年）
「うん、いいんじゃない」（2022年11月）
- みいつけた!（NHK Eテレ）

「コッシーのえかきうた」
「サボさんのえかきうた」
「サボさんまいったな」（2011年1月）
「サボテンよりあいをこめて」（2013年3月）
「しぜんのしらべ」
「レッツゴー!サボテン」（2015年）
「レグのハートがぬすまれた！」（2015年3月）
「はじまりバーン！」（2017年）
「さばくにおいでよ」（2018年9月10日）
「さあ!」（2019年）
「こどもでおとなでみいつけた！」（2024年11月18日）
- ニャンちゅうワールド放送局（NHK Eテレ）

「せつないのうた」（2008年9月）
「ニャンでもちゅうでも」（2009年4月）
「めがねのうた」（2009年10月）

## 出演
- 映画『ミツコ感覚』（2011年）タカギ役
- 映画『友だちのパパが好き』（2015年）